# Virtuelle IP-Adresse
Die Virtuelle IP-Adresse (virtual IP address, gelegentlich auch VIP) bezeichnet eine dynamische IP-Adresse, die automatisch einer von mehreren redundanten Komponenten zugeordnet wird, um die Ausfallsicherheit eines Systems zu erhöhen.
Beim IP network multipathing des Betriebssystems Oracle Solaris wird eine virtuelle IP-Adresse einer redundanten Netzwerkverbindung aus zwei oder mehr Netzwerkkarten zugeordnet, mit denen ein Rechner an ein und dasselbe Netzwerk angeschlossen ist.
Bei der Anwendung in einem Aktiv/Passiv-Cluster ist sie diejenige IP-Adresse, unter der das momentan aktive Primärsystem adressiert ist. Dabei haben alle Rechner des Verbundes individuelle Adressen, während die virtuelle IP-Adresse zusätzlich an das aktive System ausgeliehen wird. Sie steht deshalb stellvertretend für den gesamten Cluster.
Von außen wird der Cluster immer über die virtuelle IP-Adresse angesprochen, so dass automatisch das aktive System erreicht wird. Im Falle eines Failover wird ein Standby-System aktiviert und erhält nun die virtuelle IP-Adresse. Damit werden alle weiteren Verbindungen mit dem neu aktivierten System hergestellt, so dass dieses die Funktion des ausgefallenen Knotens übernimmt.
Um im Failover-Fall das erfolgte Umlegen einer virtuellen IP-Adresse bekanntzugeben, nutzt der Cluster Manager eine als GARP (Gratuitous ARP) bezeichnete spezielle Nachricht des Address Resolution Protocols.

## Technische Funktionsweise und Standards
Die technische Implementierung virtueller IP-Adressen erfolgt oft in Verbindung mit dem Address Resolution Protocol (ARP), insbesondere mit der Verwendung von Gratuitous ARP (GARP). Wenn eine virtuelle IP-Adresse von einem aktiven Knoten auf einen Standby-Knoten umgelegt wird, sendet das neu aktive System eine GARP-Nachricht aus. Diese Nachricht informiert alle Geräte im Netzwerk darüber, dass die MAC-Adresse für die virtuelle IP-Adresse nun dem neuen aktiven System zugeordnet ist. Auf diese Weise können alle ausstehenden Verbindungen automatisch zum richtigen Knoten geleitet werden, ohne dass eine manuelle Neukonfiguration notwendig ist.
Virtuelle IP-Adressen werden typischerweise im Rahmen von High Availability (HA)-Systemen, Load-Balancing-Lösungen und Failover-Clustern verwendet, um sicherzustellen, dass Systeme auch bei Hardware- oder Netzwerkfehlern erreichbar bleiben. Die Standards und Protokolle, die häufig im Zusammenhang mit virtuellen IP-Adressen verwendet werden, umfassen unter anderem:
- Virtual Router Redundancy Protocol (VRRP): Definiert die Zuweisung einer virtuellen IP-Adresse an einen Router in einem Cluster von Routern, um die Hochverfügbarkeit zu gewährleisten. VRRP ermöglicht es, dass ein Router ausfällt und ein Backup-Router sofort die Funktion übernimmt, ohne dass Clients Änderungen an ihrer Netzwerkkonfiguration vornehmen müssen.
- Common Address Redundancy Protocol (CARP): Ein Open-Source-Äquivalent zu VRRP, das ebenfalls zur Verwaltung virtueller IP-Adressen in redundanten Router- oder Server-Setups genutzt wird.
- Hot Standby Router Protocol (HSRP): Ein proprietäres Protokoll von Cisco, das ähnliche Funktionalität wie VRRP bietet, wobei eine virtuelle IP-Adresse auf einen Standby-Router übertragen wird, wenn der aktive Router ausfällt.

Diese Protokolle und Mechanismen sind darauf ausgelegt, den Übergang der virtuellen IP-Adresse so reibungslos wie möglich zu gestalten und Ausfallzeiten in kritischen Infrastrukturen zu minimieren.